# الخميني في فرنسا (كتاب)
كتاب الخمينى في فرنسا.. الأكاذيب الكبرى والحقائق الموثقة حول قصة حياته وحادثة الثورة للكاتب الدكتور هوشنك نهاوندى ،الذي تولى وزارة التعمير ووزارة العلوم ورئيسًا لجامعة طهران في عصر محمد رضا شاه، وكان مقربًا من قصر الشاه، وتولى رئاسة مكتب الأميرة فرح.
صدر هذا الكتاب بالعربية مطلع عام 2017 عن مركز الخليج العربى للدراسات الإيرانية .وهو مترجَم عن الفرنسية. (صدر بالفرنسية مرتين في عامي 2009 و2010) ، ويقع الكتاب في 260 صفحة من الحجم المتوسط. والكتاب يمثل نقدا للثورة الخمينية في إيران، ويحمل رؤية تحليلية ووثائق، ويتكون الكتاب من مقدِّمة للناشر، ومقدّمة للمؤلف، ثم عشرة فصول، ونهاية.